# آرزامنیاکی
آرزامنیاکی (به انگلیسی: Aarzemnieki) گروه موسیقی لتونیایی است.
آن ها در مسابقه آواز یوروویژن ۲۰۱۴ نماینده لتونی بودند.